# 水判土
水判土（みずはた）は、埼玉県さいたま市西区の大字。郵便番号は331-0059。さいたま市の難読地名の一つに数えられる。 

## 地理
さいたま市西区南東部の大宮台地に属する指扇支台の最南端に位置する。南側は鴨川や新川（古入間川）が流れ下る沖積平野（荒川低地）で、北側にも鴨川に合流する小河川が流れる谷戸の低地があり西側以外の三方を低地が取り囲んでいる。
東側を大宮区の三橋（二丁目および四丁目）、南側を中野林や飯田、西側を佐知川、北側を西区の三橋（五丁目）と隣接する。荒川の左岸側河川区域内、東京健保組合大宮運動場の敷地の東寄りに水判土の飛地がある。
土地利用として全体的には農地と住宅地が混在する。
地内に縄文期の遺跡である水判土遺跡や植水古墳群に属する小山稲荷古墳や山王塚古墳がある。

## 歴史
もとは江戸期より存在した武蔵国足立郡植田谷領に属する水判土村で、古くは水判土荘内野郷に属していたと云われている。さらに古くは戦国期より見出せる足立郡のうちの水判土であった。水判土は水波田とも記す。村高は正保年間の『武蔵田園簿』では92石余、『元禄郷帳』では102石余、『天保郷帳』では115石余であった。助郷は中山道大宮宿に出役していたが、正徳・安永年間は日光御成街道大門宿にも出役していた。化政期の戸数は21軒で、村の規模は東西3町余、南北2町余であった。
地名は低地の農地である水田（水畑）を意味する。低地はかつての入間川の旧流路（現在の新川および鴨川）の氾濫原であった。
慈眼寺（じげんじ）には1591年（天正19年）11月10石の寺領（朱印地）が寄進されていた。826年（天長3年）創建で、中世には慈眼寺に水判土館と称される城塁が存在していた。
- はじめは幕府領、1633年（寛永10年）より知行は旗本多門氏[8]。検地の時期は不明。
- 享保年間（1716年〜1736年）より飛地に八貫野新田が開拓され、検地は1731年（享保16年）に実施[8]。
- 1828年（文政11年）より大宮宿寄場55か村組合に所属していた[8]。
- 幕末の時点では足立郡に属し、明治初年の『旧高旧領取調帳』の記載によると、幕府領（代官・大竹左馬太郎支配所）、および慈眼寺領[11]。
- 1868年（慶応4年）6月19日 - 武蔵知県事・山田政則（忍藩士）の管轄となる。
- 1869年（明治2年） 
  - 1月13日 - 武蔵知県事・宮原忠英の管轄区域に大宮県を設置、同県の管轄となる。県庁は東京府馬喰町に置かれる。
  - 9月29日 - 県庁が浦和に置かれ浦和県に改称。
- 1871年（明治4年）11月13日 - 第1次府県統合により埼玉県の管轄となる。
- 1873年（明治6年） - 学制の実施により慈眼寺の境内を仮用して水判土学校（現さいたま市立植水小学校）が設立される[8][12]。
- 1879年（明治12年）3月17日 - 郡区町村編制法により成立した北足立郡に属す。郡役所は浦和宿に設置。
- 1889年（明治22年）4月1日 - 町村制施行に伴い、水判土村は北足立郡植田谷本村・島根村・佐知川村・中野林村・飯田村・三条町村と合併し、植水村となる。水判土村は植水村の大字水判土となる。
- 1955年（昭和30年）1月1日 - 植水村が指扇村・馬宮村・片柳村・春岡村・七里村とともに大宮市に編入される[13]。大宮市の大字となる。
- 1991年（平成3年） 地内を流れる鴨川の流域に「鴨川みずべの里」が造成される[14]。
- 2001年（平成13年）5月1日 - 浦和市、大宮市、与野市が合併しさいたま市となり、さいたま市の大字となる。
- 2003年（平成15年）4月1日 - さいたま市が政令指定都市に移行し、さいたま市西区の大字となる。

### 水判土荘
水判土荘（みずはたのしょう）とはかつて武蔵国足立郡のうちに見出していた荘名。領域は現在のさいたま市西部の概ね鴨川および荒川に挟まれた流域沿い、および上尾市南部の一部が該当する。
属していた村は戸崎村、別所村、中新井村、清河寺村、内野本郷村、新井村、上加村、内野村、水判土村、佐知川村、中野林村、島根村、上下内野村、並木村、土屋村、遊馬村、在家村、五関村、下大久保村、神田村、道場村の21ヶ村。

### 水判土村に存在していた小字
- 堀の内[15]
- 高田
- 摘田
- 観音脇
- 観音前
- 原
- 井戸尻
- 塚田
- スノコ島
- 二江川

## 世帯数と人口
2019年（平成31年）1月1日現在の世帯数と人口は以下の通りである。
| 大字   | 世帯数  | 人口    |
| ------ | ------- | ------- |
| 水判土 | 624世帯 | 1,516人 |

## 小・中学校の学区
市立小・中学校に通う場合、学区（校区）は以下の通りとなる。
| 番地 | 小学校                 | 中学校                 |
| ---- | ---------------------- | ---------------------- |
| 全域 | さいたま市立植水小学校 | さいたま市立植水中学校 |

## 交通
- 地区内に鉄道は敷設されていないが、最寄駅としては大宮駅などが近い。

### 道路
水判土は古くからの交通の要衝であり、現在でも下記の主要な道路が慈眼寺の門前にある水判土交差点で合流および分岐する。
- 埼玉県道56号さいたまふじみ野所沢線
- 埼玉県道57号さいたま鴻巣線
- 埼玉県道165号大谷本郷さいたま線
- 観音通り

### バス
大宮駅西口方面からの路線バスが運行されている。さいたま市コミュニティバスは西区コミュニティバスの路線が地内の西側を通るが、停留所は設置されていない。
西武バス大宮営業所
地区内は「水判土」、「慈眼寺」停留所が設置されている

## 施設など
- 普光山浄蓮華院（華蔵院）慈眼寺 - 市文化財の豊臣秀吉の禁制などがある[7][19]。
  - 水判土千手観音
- さいたま市立大宮西小学校（一部） - 所在地は西区三橋にある。
- 水判土自治会館
- 小山稲荷
- 東京健保組合大宮運動場（一部） - 飛地に所在
- 水判土公園
- 鴨川みずべの里[20][14][6] - 鴨川の旧流路
- 彩の国音かおりの里